# Solitaire (1758)
Pour les autres navires du même nom, voir Solitaire (navire de la marine française).
Le Solitaire est un vaisseau à deux ponts portant 64 canons, construit par Antoine Groignard pour la Marine royale française et lancé de Lorient en 1758. Il est mis en chantier pendant la vague de construction qui sépare la fin de guerre de Succession d'Autriche (1748) du début de la guerre de Sept Ans (1755). Il participe à la guerre de Sept Ans et est démoli en 1771.

## Caractéristiques principales
Le Solitaire un bâtiment moyennement artillé mis sur cale selon les normes définies dans les années 1730-1740 par les constructeurs français pour obtenir un bon rapport coût/manœuvrabilité/armement afin de pouvoir tenir tête à la marine anglaise qui dispose de beaucoup plus de navires.
Il est moins puissant que les vaisseaux de 74 canons car il emporte moins d'artillerie et de plus faible calibre. Il porte vingt-six canons de 24 livres sur sa première batterie percée à treize sabords, vingt-huit canons de 12 sur sa deuxième batterie percée à quatorze et dix canons de 6 sur ses gaillards,.

## Historique
En 1759, le Solitaire fait partie de l'escadre de 21 vaisseaux du maréchal de France Hubert de Brienne de Conflans concentrée à Brest en vue d'un débarquement en Angleterre. Il participe à la bataille des Cardinaux le 20 novembre 1759. Il est alors sous les ordres du vicomte de Langle, dans l’escadre blanche — l’escadre qui forme le corps de bataille ainsi nommée, est commandée par le  maréchal de Conflans depuis le vaisseau amiral, le Soleil Royal. Au lendemain de cette bataille perdue, il fait partie du groupe de huit vaisseaux qui s'enfuient vers l'île d'Aix puis Rochefort à la suite du Tonnant.